# Tống Văn Trinh
Tống Văn Trinh (1923-2008), còn có tên là Hai Tỷ, là một điệp viên của Việt Nam Dân chủ Cộng hòa hoạt động qua suốt thời kỳ 1945-1975. Ông được biết đến nhiều nhất với vai trò là điệp viên đã phát hiện ra kế hoạch tác chiến chiến dịch Lam Sơn 719 và chiến dịch tấn công Cánh đồng Chum năm 1971 do quân đội Hoa Kỳ, Việt Nam Cộng hoà và Vương quốc Lào tổ chức, góp phần giúp quân giải phóng miền Nam Việt Nam và quân đội Pathet Lào giành chiến thắng trong các trận đánh này.
Ông là nhân vật chính của tiểu thuyết lịch sử Người tình báo thầm lặng.

## Bước vào công tác tình báo
Tống Văn Trinh sinh năm 1923, quê gốc ở Châu Đốc, An Giang (có tài liệu ghi ông nguyên quán ở Thạnh Trị, Sóc Trăng). Thuở thiếu thời, ông đã có tiếng học giỏi. Sau khi tốt nghiệp hạng ưu bằng Thành chung năm 1945, ông xin vào làm nhân viên sở Đoan (cơ quan thu thuế) của chính quyền thực dân Pháp tại Châu Đốc. 
Cùng vào giai đoạn này, phong trào dân tộc ở Việt Nam trỗi dậy mạnh mẽ. Ông bí mật tham gia phong trào Việt Minh. Tuy nhiên, khi Cách mạng tháng Tám nổ ra, ông được yêu cầu ẩn mình thay vì tích cực tham gia hoạt động. Khi quân Pháp tái chiếm Nam Bộ, ông được đề nghị xin vào làm công chức cho chính quyền Pháp để khai thác thông tin tình báo. Nhờ từng làm công chức cho chính quyền thuộc địa và giỏi tiếng Pháp, ông được tuyển dụng vào làm công chức cho Tòa Bố (Cơ quan hành chánh chính quyền thực dân) tỉnh lỵ Châu Đốc. Ông nhanh chóng được chủ tỉnh là Roger Nais tin tưởng, thường xuyên được cho tháp tùng với vai trò là một trợ lý thân cận. Nhờ vậy, ông đã khai thác được nhiều thông tin tình báo quan trọng gửi về cho chính quyền kháng chiến, thậm chí khéo léo trả tự do được cho nhiều người bị mật thám nghi ngờ bắt giữ. 
Tuy nhiên, hoạt động của ông nhanh chóng bị mật thám Pháp nghi ngờ và theo dõi. Để bảo đảm an toàn cho ông, lực lượng kháng chiến đã dàn dựng một vụ bắt cóc giả để đưa ông vào chiến khu. Ông được kết nạp vào Đảng Cộng sản Việt Nam năm 1947 và được phân công làm Trưởng Tiểu ban Quân báo thuộc Ủy ban Hành chính Kháng chiến Châu Đốc. Không lâu sau, ông được cử tham gia một khóa huấn luyện nghiệp vụ tình báo dop Trưởng Phòng Đặc vụ Nam Bộ Phạm Ngọc Thảo tổ chức. Sau khi học xong, ông được rút về làm Tổ trưởng Tổ nghiên cứu, Huấn luyện Ban Quân báo Khu 9 Nam Bộ rồi năm 1948 được điều chuyển về làm Trưởng Tiểu ban Quân báo Tỉnh đội Cần Thơ.  Trong suốt thời gian Kháng chiến chống Pháp, ông hoạt động trong địa bàn Khu 9, xây dựng và tổ chức các mạng lưới tình báo cũng như tổ chức các vụ ám sát trên địa bàn Khu 9.

## Tập kết và xây dựng cơ sở tại Lào
Sau Hiệp định Geneve, ông cùng gia đình tập kết ra Bắc. Ông được biên chế vào Sư đoàn 330, là Trợ lý Ban Quân lực Sư đoàn. Tuy nhiên, đến 1957, ông được rút về Bộ Tổng tham mưu và được phân công làm nhiệm vụ đặc biệt của Cục Quân báo. Sau khi trải qua một khoá huấn luyện, năm 1959, ông được đưa sang Lào hoạt động với mật danh N.113.
Ban đầu, Tống Văn Trinh hoạt động tại Lào dưới vỏ bọc là một Việt kiều Thái Lan tên Nguyễn Văn Độ, cư trú tại nhà một thầu khoán tên Bùi của hãng Calavy ở đường Nong Bone gần That Phoune. Ông Bùi sử dụng các số giấy tờ tuỳ thân của một nhân viên đã bỏ việc tên là Nguyễn Văn Đan, và thông qua quen biết trong cảnh sát Lào, đã đánh tráo thân phận của Nguyễn Văn Độ thành Nguyễn Văn Đan. Vì vậy, từ lúc đó Tống Văn Trinh hoạt động dưới thân phận Nguyễn Văn Đan, thư ký hãng Calavy. Không lâu sau, cũng qua sự giúp đỡ của ông Bùi, Tống Văn Trinh được nhận vào làm công chức của Sở Công chính Viêng Chăn, chức vụ thư ký cho cơ quan Đăng kiểm ôtô (Bureau Contrôle d'Auto). Cơ quan tình báo Việt Nam cũng sắp xếp cho vợ và các con của Tống Văn Trinh đoàn tụ với chồng bên Lào vào năm 1960.
Trong thời gian đầu, Tống Văn Trinh tập trung củng cố vỏ bọc, tạo dựng mối quan hệ thân thiết với các giới chức Vương quốc Lào, đặc biệt là các gia đình có người thân làm việc trong đại sứ quán của chế độ Sài Gòn tại Lào và trong chính phủ Sài Gòn lúc đó. Ông được cho là người cởi mở, dễ gần và nhanh chóng gây được cảm tình với nhiều nhân viên cao cấp của chính quyền Vương quốc Lào cũng như nhân viên chính quyền Sài Gòn ở Lào. Năm 1963, Tống Văn Trinh đã xin vào làm kế toán trưởng của Công ty cổ phần Hàng không nội địa Vương quốc Lào (VSA), nơi có cổ phần của nhiều quan chức cấp cao đồng thời Chủ tịch Hội đồng quản trị là Cố vấn Quốc phòng của chính phủ Vương quốc Lào Oun Sananikone. Ông nhanh chóng được cố vấn Oun Sananikone ưu ái và xem như người nhà. Không lâu sau đó, năm 1964, Tống Văn Trinh cùng các Việt kiều Lào quyên tiền xây dựng trường tư thục La Fontaine dành cho con em người Việt, đồng thời tranh thủ bố trí một tình báo viên Việt Nam làm giáo viên trong trường này. Một tình báo viên Việt Nam khác cũng được ông bố trí vào chức vụ tổng giám thị của trường vào năm 1970. Các mối quan hệ sâu rộng này giúp cho Tống Văn Trinh nắm bắt được nhiều tin tình báo có giá trị.

## Lam Sơn 719
Đầu năm 1971, một phái đoàn Hoa Kỳ và Việt Nam Cộng hoà đi công cán sang Lào để đàm phán một công vụ quan trọng. Thông qua các mối quan hệ, Tống Văn Trinh biết được Hoa Kỳ, chính phủ Vương quốc Lào và Việt Nam Cộng hoà đang có kế hoạch thực hiện một hoạt động quân sự lớn tại khu vực Hạ Lào. Một tình báo viên khác hoạt động trong chính quyền Sài Gòn cũng báo cáo về Hà Nội những tin tức tương tự. Vì vậy Tống Văn Trinh được chỉ đạo phải điều tra rõ ràng về thông tin này. 
Tống Văn Trinh tìm đến một thiếu tá tuỳ viên quân sự của chính quyền Sài Gòn tại Lào và đề nghị người này tổ chức một buổi chiêu đãi đặc biệt cho các nhân viên của Bộ Tổng tham mưu quân lực Việt Nam Cộng hoà đang công tác ở Lào. Viên thiếu tá liền đồng ý. Trong buổi chiêu đãi, Tống Văn Trinh viện cớ đau đầu, vào nghỉ trong phòng của viên thiếu tá tuỳ viên và phát hiện ra tập tài liệu mật về nội dung của chiến dịch Lam Sơn 719. Ông mau chóng sao chụp lại toàn bộ nội dung kế hoạch, sau đó lại lấy cớ đau đầu xin về sớm và mau chóng báo cáo kế hoạch tác chiến Lam Sơn 719 về Hà Nội. Biết trước được kế hoạch của đối phương, phía Việt Nam Dân chủ Cộng hoà, Quân Giải phóng Miền Nam Việt Nam và Quân Giải phóng nhân dân Lào đã chủ động lên kế hoạch mai phục và đánh trả. Chính vì vậy, cuộc hành quân Lam Sơn 719 kết thúc trong thất bại toàn diện của Quân đội Sài Gòn và đồng minh Hoa Kỳ.

## Cánh đồng Chum
Sau thất bại của cuộc tấn công vào Hạ Lào, Hoa Kỳ đã tổ chức Chiến dịch hành quân Kou Kèo do liên quân Hoa Kỳ - Vương quốc Lào - Thái Lan tham gia để trả đũa lại thất bại trước đó. Mục tiêu là khu căn cứ của Pathet Lào tại Cánh đồng Chum, Xiêng Khoảng. Ngày 25 tháng 5, quân đội Vương quốc Lào bất thần đổ quân dù xuống khu vực này. Trước tình hình đó, Tống Văn Trinh được giao nhiệm vụ tìm hiểu khẩn cấp về mục đích, lực lượng và kế hoạch tác chiến của chiến dịch Kou Kèo. Lấy thân phận là thân tín của cố vấn Sananikone, Tống Văn Trinh hẹn ăn tối với một sĩ quan mình quen thân tại Bộ Tổng tham mưu quân đội Vương quốc Lào để khai thác thông tin. Ông mau chóng nắm được và báo cáo các nội dung chủ chốt về lực lượng tham gia và kế hoạch hành quân, tác chiến của chiến dịch này. Tin tức của Tống Văn Trinh giúp cho bộ đội Việt Nam và Pathet Lào kịp thời tổ chức đối phó, đánh trả và giành chiến thắng chung cuộc tại cánh đồng Chum.

## Sau năm 1975
Sau khi chiến tranh Việt Nam kết thúc vào năm 1975, được cấp trên cho phép, Tống Văn Trinh từ bỏ công việc của một hãng hàng không cao cấp để trở về Việt Nam. Ông được bổ nhiệm làm Viện phó Viện Kiểm sát Nhân dân tại tỉnh Cửu Long (nay là Vĩnh Long). Năm 1977, ông được điều chuyển làm Trưởng ban Pháp chế tỉnh Hậu Giang, và khi Ban Pháp chế được chuyển thành Sở Tư pháp, ông được cử làm Giám đốc Sở. Ông tham gia xây dựng và củng cố bộ máy tư pháp tỉnh Cần Thơ, bao gồm việc thành lập các phòng công chứng. Do các cống hiến trong ngành, Tống Văn Trinh được Bộ Tư pháp Việt Nam đặc cách công nhận tư cách luật sư và là thành viên của Hội Luật gia Việt Nam dù ông chưa từng tốt nghiệp Đại học Luật. Ông được tặng thưởng nhiều huân, huy chương để tưởng thưởng cho hoạt động tình báo, trong đó có huân chương của Cộng hòa Dân chủ Nhân dân Lào.
Sau chiến tranh, Tống Văn Trinh nhiều lần viết thư thăm hỏi và cảm ơn những người Lào đã giúp đỡ ông trong thời gian hoạt động tình báo. Ông cũng nhận nuôi con cái của những đồng đội hy sinh, và xác nhận công lao cho những người tham gia hay ủng hộ kháng chiến, trong đó có những Việt kiều ở Lào.
Tống Văn Trinh nghỉ hưu vào năm 1986 sau một đợt tai biến nặng. Ông mất ngày 19 tháng 8 năm 2008.
Con trai của ông là thạc sĩ toán học Tống Quang Anh, tác giả của tiểu thuyết "Người tình báo thầm lặng" viết về cha mình.